# Enrutamiento de mundo pequeño
En análisis de redes sociales, el enrutamiento de mundo pequeño o método de mundo pequeño se refiere a métodos de enrutamiento utilizados en redes de mundo pequeño. El método se inspiró en los experimentos del mundo pequeño de Stanley Milgram realizados en los años 1960, que dieron lugar a la idea de los seis grados de separación.
Estos métodos también se usan para la recolección de datos relacionales. El método de mundo pequeño clásico es el siguiente: a cada actor de una población inicial, se le proporciona información de un «actor final» que no conoce, y se le pide que se contacte con otro actor que crea que pueda estar más cerca de conocerle; este nuevo actor contactado deberá a su vez contactarse con el actor final, o bien con otro actor que crea que pueda estar más cerca de conocerle, y así sucesivamente. La cadena acaba cuando se logra contactar al actor final, y todos los actores con sus relaciones resultantes pasan a formar parte de la recolección de datos de la red social. Por otra parte, la técnica de mundo pequeño invertido parte de una lista de actores proveída al actor inicial, y se enfoca en los lazos de dicho actor inicial con varios actores finales hipotéticos.
Este método conlleva algunos sesgos debido a las posibles bajas tasas de respuesta por parte de los actores durante el proceso de recolección.